# Циклопентан
Циклопентан (пентаметилен) — органічна речовина класу циклоалканів. Хімічна формула — C5H10. Міститься у нафті.
Вперше його синтезував у 1893 році німецький хімік Йоганнес Вісліценус.

## Фізичні властивості
Безбарвна рідина з характерним запахом гасу, tкип = +49,3 °С, tпл = −93,9 °С, густина становить 0,745 г/см3 (+20 °С), нерозчинна у воді, змішується з органічними розчинниками (етанолом, ацетоном, діетиловим ефіром). Вуглецеві атоми не розташовуються в одній площині, а утворюють конформацію конверт.

## Хімічні властивості
Може приєднувати водень, перетворюючись у пентан:
{\displaystyle {\ce {(CH2)5 + H2->[300^oC, Pd]CH3-(CH2)3-CH3}}}
Також може вступати у реакції заміщення з галогенами. Спочатку молекула галогену поляризується та позитивно заряджений атом прикріплюється до циклопентану, утворюючи катіон. Потім протон відривається, залишаючи галогенциклопентан, та приєднується до атома галогену з негативним зарядом, утворюючи галогеноводень.

Циклопентан
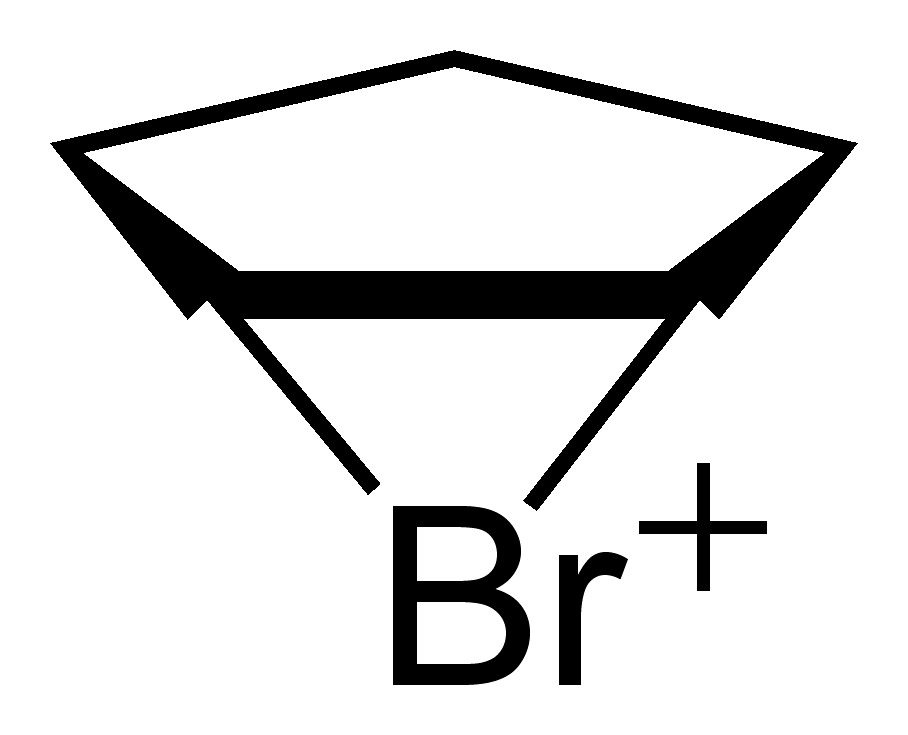
Катіон бромонію
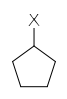
Бромциклопентан (X = Br)

## Отримання
Отримують циклопентан відновленням амальгамою цинку циклопентанону {\displaystyle {\ce {(CH2)4CO}}}:

Циклопентанон отримують піролізом солей гександіової кислоти {\displaystyle {\ce {HOOC-(CH2)4-COOH}}}.
З нафти шляхом каталітичного риформінгу.
Нагріванням 1,5-дибромпентану з металевим магнієм (цинком):

## Застосування
Застосовується як розчинник етерів, холодоагент в холодильному обладнанні та піноутворювач при виробництві поліуретанів. Циклопентан також використовується у виробництві синтетичних смол і гумових клеїв та є другорядним компонентом автомобільного палива.